# Йововци
Йововци е село в Северна България.
То се намира в община Трявна, област Габрово.
Част от данните не са попълнени, но бихте могли да ги добавите.

## География
Село Йововци се намира в планински район, в Тревненска планина, на границата на Природен парк „Българка“. Над селото се издига връх Мъхченица (1042 м). Село Йововци се числи към кметство Плачковци.

## История
През 1190 г. край Йововци разбива Иван Асен I армията на Исак II Ангел в така наречената „Битка при Тревненския проход“.

## Културни и природни забележителности
- Защитена местност „Мъхченица-Йововци“
- Плоча по случай битката от 1190 г.